# Монети Новгородської боярської республіки (1420-1505)
Монети Новгородської боярської республіки — беруть свій початок карбування від 1420 року. Карбувалися зі срібла монети — деньги (вага 0,76—0,81 г) та із міді — пули (0,36—0,46 г). З 1478 року Новгородську республіку долучили до Московського князівства. Новгородське карбування монет певний час тривало й після припинення існування республіки. Останні монети з новгородською легендою карбувалися у 1504 році. 

## Історія

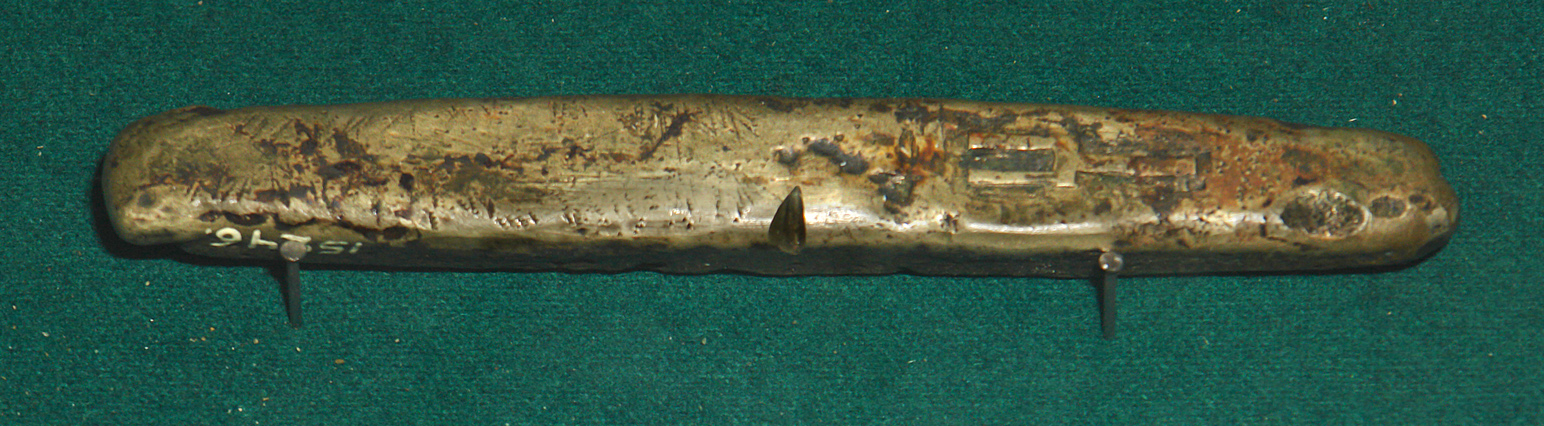
Новгородська гривня (200 грамів) зберігається у Центральному Військово-Морському музеї у Санкт-Петербурзі

Новгородська республіка з'явилася як самостійна феодальна держава у 1136 під управлінням боярської ради. Підтримуючи постійні торгові зв'язки зі Шведським королівством, Великим князівством Литовським та з іншими державами Середньовічної Європи республіка була постійним об'єктом для сутичок із Московським князівством. Під час Монгольського вторгнення на Русь (1237—1238) зовнішня та внутрішня торгівля збереглася лише у Великому Новгороді. Використовуючи власну вагову гривню, Новгород створив свою вагову систему (рубль = 7,2 гривням кун) і навіть у безмонетний період в феодальній республіці активно відбувався обмін товаром. 
Великий Новгород, не мав власних рудників, тому доводилося вимінювати срібло у торговців Ганзейського союзу, згодом у Лівонського ордену. срібні зливки а також срібні монети іноземного походження в основному переплалювали на гривні, які слугували для великих розрахунків. Тобто в обігу республіки з'являються дрібні західноєвропейські монети, зокрема денарії, пенні та пфеніги — монети тих країн, з якими Новгород вів активну торгівлю. Поміж монетами Великого Новгорода та прибалтійськими монетами існувало певне співвідношування, що полегшувало торгові угоди..
Наприкінці XIV ст. видобуток срібла на рудниках у Європі значно зменшився, ціна на срібло істотно зросла. На Новгород припинилося надходження срібних зливків. У 1409 році в псковському літописі згадується про те становище так: «Тоя же зиме в Пскове отложиша коунами торговати и начаша пенязми торговати(рос.)».. 
Початок новгородського карбування відноситься до 1420-х років. Карбувалися срібні деньги та мідні пули. 
У 1470 році новгородці вели переговори про союз із литовським князем Казимиром IV, які, звичайно, не влаштовували московський уряд. В 1471 році Московське князівство розбило новгородську рать на річці Шелонь. Московський князь змусив боярську раду сплатити 15 000 рублів (близько 80 новгородських гривень срібла) у скарбницю московського князя «в знак покарання за свою провину». Московський князь Іван III зобов'язав визнати московське верховенство над ними та пообіцяв ліквідувати всі контакти з Литвою. Також наказав боярській раді виказати усіх дипломатів, яким одразу відрубали голови. У 1478 році московська рать повністю взяла Новгород в облогу і боярська республіка припинала своє існування. Новгородські землі були включені до складу Московського князівства, а новгородське карбування монет через деякий час повністю припинилося

## Вагові норми новгородських монет
Від самого початку карбування Новгородська республіка підтримувала економічні та торгівельні зв'язки з прикордонними Псковською республікою та Великим князівством Литовським. На початку XV ст. з рубля (200 г) виготовляли 216 монет, тоді як у Пскові 234 деньги. Близько середини XV ст. на зміну довгим зливкам-рублям прийшли зі зменшеною вагою (170 г) криві. Кількість монет не зменшилася, але в срібло почали додавати дешевші метали. Наприкінці XV століття кількість викарбуваних монет із рубля срібла вирівнялась. В обох республіках карбувалося 200 монет з рубля.
| Порівняльна таблиця вагових норм |                                  |                                  |                             |                             |                             |
| Новгородська боярська республіка | Новгородська боярська республіка | Новгородська боярська республіка | Псковська вічова республіка | Псковська вічова республіка | Псковська вічова республіка |
| Період карбування                | Вага                             | Кількість монет із рубля         | Період карбування           | Вага                        | Кількість монет із рубля    |
| Початок XV ст.                   | 0,79 г                           | 216                              | Початок XV ст.              | 0,76—0,79 г                 | 234                         |
| Середина XV ст.                  | 0,79 г                           | 216                              | Середина XV ст.             | 0,76 г                      | 220                         |
| Кінець XV ст.                    | 0,79 г                           | 200                              | Кінець XV ст.               | 0,74—0,79 г                 | 200                         |

## Деньга Великого Новгороду

Деньга Новгородська перших років карбування (1425-1447)

Не дивлячись на велику кількість різновидів, основний тип новгородських срібних монет був таким: на аверсі карбували сидячу на престолі Святу Софію і новгородського посадника нахиленого в пошані перед нею, на реверсі напис (іноді по бокам хреста): «великий Новагород(рос.)». Новгородські срібні монети отримали назву «новгородки» і прирівнювалися 2 московським деньгам. У 1447 році, через зловживання литтям срібних зливків, у Новгороді почали вилучати з обігу старі монети (0,81—0,86 г), натомість них почали карбуватися нові (0,76—0,78 г) зі зменшеною вагою відповідною до курсу: 1 деньга дорівнювала 4 ваговим пулам (0,2 г). В останні роки боярської республіки, після втрати вольності, на деньзі карбували легенду: «денга великого князя(рос.)», або «печать великого князя исподать Руси(рос.)». Назва монет, які карбувалися в останні роки незалежності, відомі як «великокняжі новгородки». Після того, як Великий Новгород приєднали до Московського князівства, ще довгий час новгородський монетний двір продовжував карбувати срібну монету, але з іменами московських володарів.

### Деньга Нового Торжка

Розписка про придбання монети Нового Торжка в Ржеві колекціонером П. Ф. Сімсоном. Зберігається у бібліотеці відділу нумізматики в Ермітажі. 1898 рік

Наприкінці XIV — першій половині XV ст. карбувалися срібні деньги у центральній волості Великого Новгороду — Новому Торжку. На срібній монеті, вагою 0,33—0,42 грама, карбувався птах повернутий вправо з піднятими крилами, на реверсі містився надпис: «печать Новоторъская(рос.)». Подібно до новгородських монет, деньга Нового Торжка отримала назву «новоторка». 
Монети Нового Торжка вважаються одними з найрідкіснішими серед монет середньовічної Русі. Деякі дослідники довгий час подавали хибну інформацію, приводячи в приклад фантастичні підробки. На сьогодні відомі бл. 30 монет, які перебувають у різних музеях Росії. Про купівлю однієї з монет збереглася розписка ржевського колекціонера П. Ф. Сімсона, який у своєму каталозі ретельно фіксував всі свої придбання. В цій розписці зображено монету, про придбання якої засвідчує допис та ілюстрація монети: «Приобретена в Ржеве у Вас. Вас. Чупятова в февр. 1898 г(рос.).». Нині цей документ зберігається в бібліотеці відділу нумізматики, що в Ермітажі. 
Порівнюючи вагу новоторжських монет з новгородськими деньгами, дослідники прийшли до висновку, що 2 новоторжські деньги дорівнювали 1 новгородській. 

## Пуло Великого Новгороду

Мідне пуло. Вага 0,42 г. Василь II Темний (1420—1456)

Пуло Новгородське (Московський період) (1462—1504)

Для дрібних розрахунків почали карбуватися перші пули із зображенням голови посадного бояра, чи намісника. На реверсі карбувався напис: «пуло новагородское(рос.)». На аверсі монет московського періоду (1462—1505) карбувався двоголовий орел, але вказувалася легенда із назвою міста: «князь великого Новагорода(рос.)», або на реверсі карбувалася стара легенда: «пуло новагородское(рос.)».
Період карбування пулів — 1420—1504 роки. Середня вага монет — 0,36—0,46 грама.